# Хосе Рафаель Ревенга
Хосе Рафаель Ревенга-і-Ернандес (ісп. José Rafael Revenga y Hernández; 24 листопада 1786 — 9 березня 1852) — міністр закордонних справ Великої Колумбії (1819—1821).
Він був 2-м міністром закордонних справ Колумбії, починаючи з 17 вересня 1825 року, призначений Франсіско де Паула Сантандером. Він був міністром закордонних справ Венесуели з 8 березня 1849 до 23 квітня 1849 року під керівництвом президента Хосе Тадео Монагаса. У 1849 році він був міністром фінансів.